# Willie Marshall Award
Il Willie Marshall Award è un premio annuale della American Hockey League che viene assegnato al giocatore con il maggior numero di reti segnate in stagione. Il premio fu creato nel 2003 per onorare Willie Marshall, leader di tutti i tempi in AHL per numero di reti, assist, punti e partite giocate. Marshall è inoltre detentore del record in AHL di punti segnati nei playoff.

## Vincitori
| Stagione | Giocatore         | Squadra                  | Reti |
| -------- | ----------------- | ------------------------ | ---- |
| 2003-04  | Jeff Hamilton     | Bridgeport S. Tigers     | 43   |
| 2004-05  | Mike Cammalleri   | Manchester Monarchs      | 46   |
| 2005-06  | Donald MacLean    | G. Rapids Griffins       | 56   |
| 2005-06  | Denis Hamel       | Binghamton Sen.s         | 56   |
| 2006-07  | Brett Sterling    | Chicago Wolves           | 55   |
| 2007-08  | Jason Krog        | Chicago Wolves           | 36   |
| 2008-09  | Alexandre Giroux  | Hershey Bears            | 60   |
| 2009-10  | Alexandre Giroux  | Hershey Bears            | 50   |
| 2010-11  | Colin McDonald    | Oklahoma C. Barons       | 42   |
| 2011-12  | Cory Conacher     | Norfolk Admirals         | 39   |
| 2012-13  | Tyler Johnson     | Syracuse Crunch          | 37   |
| 2013-14  | Zach Boychuk      | Charlotte Checkers       | 36   |
| 2014-15  | Teemu Pulkkinen   | G. Rapids Griffins       | 34   |
| 2015-16  | Frank Vatrano     | Providence Bruins        | 36   |
| 2016-17  | Wade Megan        | Chicago Wolves           |      |
| 2017-18  | Valentyn Zikov    | Charlotte Checkers       |      |
| 2018-19  | Carter Verhaeghe  | Syracuse Crunch          |      |
| 2018-19  | Alex Barre-Boulet | Syracuse Crunch          |      |
| 2019-20  | Gerald Mayhew     | Iowa Wild                |      |
| 2020-21  | Cooper Marody     | Bakersfield Condors      |      |
| 2021-22  | Stefan Noesen     | Chicago Wolves           |      |
| 2022-23  | Andy Andreoff     | Bridgeport Islanders     |      |
| 2023-24  | Adam Gaudette     | Springfield Thunderbirds |      |

## Prima del premio
Seguono i migliori marcatori in stagione regolare della American Hockey League prima dell'istituzione del Willie Marshall Award.
| Stagione  | Giocatore         | Squadra                | Reti |
| --------- | ----------------- | ---------------------- | ---- |
| 1936-37   | Bryan Hextall     | Philadelphia Ramblers  | 29   |
| 1937-38   | Phil Hergesheimer | Cleveland Barons       | 25   |
| 1938-39   | Phil Hergesheimer | Cleveland Barons       | 34   |
| 1939-40   | Norm Locking      | Syracuse Stars         | 31   |
| 1940-41   | Fred Thurier      | Springfield Indians    | 29   |
| 1941-42   | Louis Trudel      | Washington Lions       | 37   |
| 1942-43   | Harry Frost       | Hershey Bears          | 43   |
| 1943-44   | Pete Horeck       | Cleveland Barons       | 34   |
| 1944-45   | Louis Trudel      | Cleveland Barons       | 45   |
| 1945-46   | Joe Bell          | New Haven Eagles       | 46   |
| 1945-46   | Joe Bell          | Hershey Bears          | 46   |
| 1946-47   | Johnny Holota     | Cleveland Barons       | 52   |
| 1947-48   | Carl Liscombe     | Providence Reds        | 50   |
| 1948-49   | Sid Smith         | Pittsburgh Hornets     | 55   |
| 1948-49   | Carl Liscombe     | Providence Reds        | 55   |
| 1949-50   | Roy Kelly         | Cleveland Barons       | 46   |
| 1950-51   | Fred Glover       | Indianapolis Capitals  | 48   |
| 1951-52   | Steve Wochy       | Cleveland Barons       | 37   |
| 1952-53   | Ike Hildebrand    | Cleveland Barons       | 38   |
| 1953-54   | Lorne Ferguson    | Hershey Bears          | 45   |
| 1954-55   | Eddie Olson       | Cleveland Barons       | 41   |
| 1955-56   | Camille Henry     | Providence Reds        | 50   |
| 1956-57   | Paul Larivee      | Providence Reds        | 46   |
| 1957-58   | Dunc Fisher       | Hershey Bears          | 41   |
| 1958-59   | Ken Schinkel      | Springfield Indians    | 43   |
| 1959-60   | Stan Smrke        | Rochester Americans    | 40   |
| 1960-61   | Jim Anderson      | Springfield Indians    | 43   |
| 1961-62   | Floyd Smith       | Springfield Indians    | 41   |
| 1961-62   | Barry Cullen      | Buffalo Bisons         | 41   |
| 1962-63   | Hank Ciesla       | Cleveland Barons       | 42   |
| 1963-64   | Jim Anderson      | Springfield Indians    | 40   |
| 1963-64   | Yves Locas        | Pittsburgh Hornets     | 40   |
| 1964-65   | Len Lunde         | Buffalo Bisons         | 50   |
| 1965-66   | Dick Gamble       | Rochester Americans    | 47   |
| 1965-66   | Alain Caron       | Buffalo Bisons         | 47   |
| 1966-67   | Roger DeJordy     | Hershey Bears          | 52   |
| 1967-68   | Eddie Kachur      | Providence Reds        | 47   |
| 1968-69   | Guy Trottier      | Buffalo Bisons         | 45   |
| 1969-70   | Guy Trottier      | Buffalo Bisons         | 55   |
| 1970-71   | Doug Volmar       | Springfield Indians    | 42   |
| 1971-72   | Wayne Rivers      | Springfield Indians    | 48   |
| 1972-73   | Yvon Lambert      | Nova Scotia Voyageurs  | 52   |
| 1973-74   | Murray Kuntz      | Rochester Americans    | 51   |
| 1974-75   | Doug Gibson       | Rochester Americans    | 44   |
| 1974-75   | Barry Merrell     | Rochester Americans    | 44   |
| 1974-75   | Peter Sullivan    | Nova Scotia Voyageurs  | 44   |
| 1974-75   | Jerry Holland     | Providence Reds        | 44   |
| 1975-76   | Ron Andruff       | Nova Scotia Voyageurs  | 42   |
| 1976-77   | Pierre Mondou     | Nova Scotia Voyageurs  | 44   |
| 1977-78   | Richard Grenier   | Binghamton Dusters     | 46   |
| 1978-79   | Rocky Saganiuk    | New Brunswick Hawks    | 47   |
| 1979-80   | Gordie Clark      | Maine Mariners         | 47   |
| 1980-81   | Tony Cassolato    | Hershey Bears          | 48   |
| 1980-81   | Mark Lofthouse    | Hershey Bears          | 48   |
| 1981-82   | Richard David     | Fredericton Express    | 51   |
| 1982-83   | Mitch Lamoureux   | Baltimore Skipjacks    | 57   |
| 1983-84   | Mal Davis         | Rochester Americans    | 55   |
| 1984-85   | Paul Gardner      | Binghamton Whalers     | 51   |
| 1985-86   | Paul Gardner      | Rochester Americans    | 61   |
| 1986-87   | Glenn Merkosky    | Adirondack R. Wings    | 54   |
| 1987-88   | Jody Gage         | Rochester Americans    | 60   |
| 1988-89   | Stéphan Lebeau    | Sherbrooke Canadiens   | 70   |
| 1989-90   | John LeBlanc      | Cape Breton Oilers     | 54   |
| 1990-91   | Michel Picard     | Springfield Indians    | 56   |
| 1991-92   | Dan Currie        | Cape Breton Oilers     | 50   |
| 1992-93   | Chris Tancill     | Adirondack R. Wings    | 59   |
| 1993-94   | Patrik Augusta    | St. John's Maple Leafs | 53   |
| 1994-95   | Steve Larouche    | PEI Senators           | 53   |
| 1995-96   | Brad Smyth        | Carolina Monarchs      | 68   |
| 1996-97   | Peter White       | Phila. Phantoms        | 44   |
| 1997-98   | Paul Brousseau    | Adirondack R. Wings    | 45   |
| 1998-99   | Jeff Williams     | Albany River Rats      | 46   |
| 1999-2000 | Mike Maneluk      | Phila. Phantoms        | 47   |
| 2000-01   | Brad Smyth        | Hartford Wolf Pack     | 50   |
| 2001-02   | Justin Papineau   | Worcester IceCats      | 38   |
| 2001-02   | Eric Boguniecki   | Worcester IceCats      | 38   |
| 2002-03   | Eric Healey       | Manchester Monarchs    | 42   |